# ابوالفضل درویش‌وند
ابوالفضل درویش‌وند ( زاده ۲۴ دی ۱۳۷۵ در کرج) دروازه‌بان سابق فوتبال اهل ایران است.

## شاهین بوشهر
ابوالفضل درویشوند قرار داد خود را با تیم پرسپولیس فسخ کرد و در ۱۳ مرداد ۱۳۹۸ به شاهین بوشهر پیوست.

## پرسپولیس

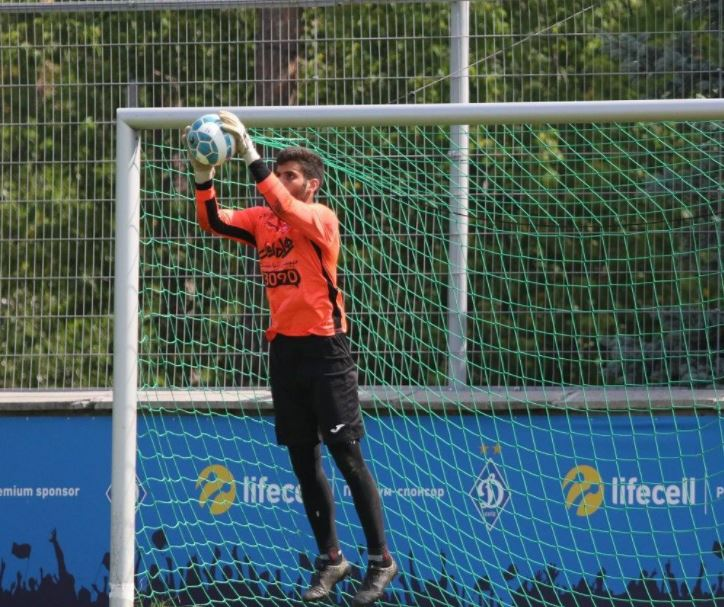
ابوالفضل درویشوند در تمرینات پرسپولیس در کمپ کی‌یف

درویش‌وند خیلی سریع به سطح اول فوتبال ایران و حتی آسیا وارد شد؛ او با قراردادی پنج ساله از راه‌آهن به پرسپولیس پیوست؛ همچنین وی سابقه بازی برای تیم زیر ۲۱ سال پرسپولیس هم دارد.او قهرمانی و افتخارات متعددی با پرسپولیس بدست آورد.
او در سال ۲۰۱۹ با صفر بازی پس از ۳ سال عضویت در این تیم قرارداد خود را فسخ کرد.

## سابقه ملی

### تیم ملی فوتبال جوانان ایران
ابوالفضل درویش‌وند سابقه حضور در تیم ملی فوتبال جوانان ایران را داراست.

## افتخارات

### پرسپولیس
- قهرمان لیگ برتر فوتبال ایران ۱۳۹۵–۱۳۹۶
- قهرمان سوپر جام فوتبال ایران ۱۳۹۶
- قهرمان لیگ برتر فوتبال ایران ۱۳۹۶–۱۳۹۷
- قهرمان سوپر جام فوتبال ایران ۱۳۹۷
- نایب قهرمان لیگ قهرمانان آسیا ۲۰۱۸
- قهرمان لیگ برتر فوتبال ایران ۱۳۹۷–۱۳۹۸
- قهرمان جام حذفی فوتبال ایران ۱۳۹۷–۱۳۹۸
- قهرمان سوپر جام فوتبال ایران ۱۳۹۸